# Autostrada A3 (Albania)
L'autostrada A3 (in albanese Rruga autostradale A3) collega la capitale Tirana con la città di Elbasan. È prevista un'ulteriore costruzione per arrivare nelle città di Berat e Tepelenë, nel sud.

## Tabella percorso
| Autostrada A3 Tirana-Elbasan |                                                                                            |      |      |            |         |
| Tipo                         | Indicazione                                                                                | ↓km↓ | ↑km↑ | Prefettura | Europea |
|                              | Strada Nazionale SH3 per Tirana Centro Tangenziale Sud di Tirana Tangenziale Est di Tirana | 0,0  | 26,0 | Tirana     | E852    |
|                              | Mullet                                                                                     | 2,8  | ..   | Tirana     | E852    |
|                              | Area di sosta                                                                              | ..   | ..   | Tirana     | E852    |
|                              | Fiume Erzen                                                                                | ..   | ..   | Tirana     | E852    |
|                              | Area di servizio (solo dir. sud)                                                           | ..   | ..   | Tirana     | E852    |
|                              | Uscita dir. sud                                                                            | 7,6  | ..   | Tirana     | E852    |
|                              | Uscita dir. nord                                                                           | ..   | 9,4  | Tirana     | E852    |
|                              | Galleria Krraba (2.265m)                                                                   | ..   | ..   | Elbasan    | E852    |
|                              | Mamël                                                                                      | 19,0 | ..   | Elbasan    | E852    |
|                              | Area di sosta                                                                              | ..   | ..   | Elbasan    | E852    |
|                              | Strada Nazionale SH3 per Elbasan Centro                                                    | 26,0 | 0,0  | Elbasan    | E852    |